# Warny
Pour les articles homonymes, voir Warny (homonymie).
Warny est un village polonais de la voïvodie de Varmie-Mazurie, dans le powiat d'Ostróda.